# Старший батальонный комиссар

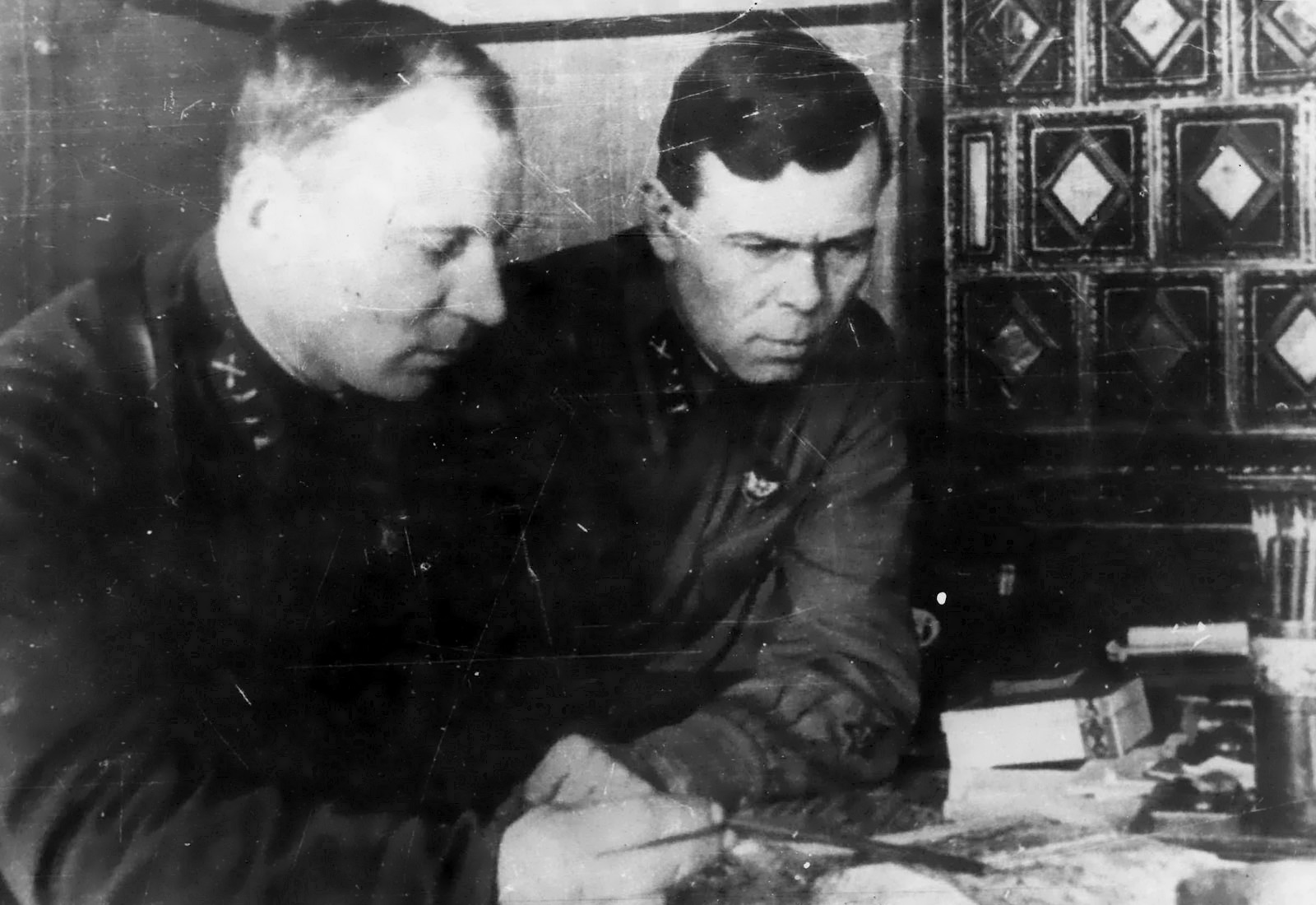
Командир 732-го зенитно-артиллерийского полка подполковник М. Т. Бондаренко и военный комиссар полка старший батальонный комиссар Г. И. Морозкин (справа). Тула, октябрь — ноябрь 1941 года.

Ста́рший батальо́нный комисса́р — специальное воинское звание старшего военно-политического состава Красной Армии в 1940—1942 годах.
Для военно-политического состава ВМФ СССР данное звание не вводилось.

## История
Звание введено с 30 июля 1940 года Постановлением СНК № 2690 от 1 сентября 1939 года, объявленного Приказом НКО № 226 от 26 июля 1940 года. Предшествующее звание — батальонный комиссар, следующее по рангу — полковой комиссар. Соответствовало воинскому званию подполковник.
Для звания старший батальонный комиссар был установлен знак различия в виде трёх прямоугольных «шпал» в петлицах с эмблемой рода войск, и общая для политработников всех званий красная звезда с серпом и молотом, нашитая на обоих рукавах выше обшлага (1 августа 1941 года ношение таких нашивок было отменено).
Решением ГКО от 9 октября 1942 года институт военных комиссаров был ликвидирован, и все комиссары получили армейские и флотские звания на ступень или несколько ниже. Хотя в приказах продолжали фигурировать (Погребной М.А. 13.02.1943 года).